# Бреслин, Чарльз
Чарльз (Чарли) Бреслин (англ. Charles "Charlie" Breslin; 5 сентября 1964, Страбан, графство Тирон, Северная Ирландия — 23 февраля 1985, там же) — волонтёр Ирландской республиканской армии («временное» крыло, Западно-Тиронская бригада), убитый в результате операции британского спецназа SAS.

## Биография
Уроженец местечка Страбейн рядом с ирландской границей (недалеко от Лиффорда, графство Донегол). В возрасте 15 лет вступил в ирландское скаутское движение «Сыны Ирландии» (ирл. Na Fianna Éireann). Служил в Западно-Тиронской бригаде ИРА.
23 февраля 1985 20-летний Чарльз Бреслин, 22-летний Майкл Девин и его младший 17-летний брат Дэвид собирались вывезти оружие повстанцев и спрятать его в тайнике, но на Пламбридж-Роуд были убиты британскими спецназовцами Особой воздушной службы. Британские спецслужбы следили за повстанцами и знали об их целях. В троих молодых людей было произведено 200 выстрелов, Бреслин получил 13 ранений. Согласно данным патологоанатома, полученным в феврале 1987 года после эксгумации тел, в двух из погибших было произведено 28 попаданий, причём двое уже лежали на земле, когда в них стреляли. Все трое получили пулевые ранения в голову, третьему пуля ещё и попала в область носа.
Правительство Великобритании, по мнению некоторых республиканцев, действовало по принципу стрельбы на поражения в любых, кто состоял в военизированных образованиях ирландских республиканцев. Семьи погибших обвинили SAS в умышленном убийстве и преступлении против гражданских лиц. 7 мая 2002 Министерство обороны Великобритании согласилось выплатить моральный ущерб в денежном эквиваленте (размер не раскрывался) семьям погибших на основании решения Белфастского Высшего суда.

## Память
Гибель Чарльза Бреслина и братьев Девин увековечена в песнях «British Justice» и «Shoot Out the Streetlights». В феврале 2005 года к 20-летию со дня трагедии на могилах погибших был организован митинг ирландских националистов с участием тысяч людей, на котором выступал Джерри Адамс. На митинге североирландскую полицию обвинили в надругательстве над могилами усопших, что отверг суперинтендант полиции Рэймонд Мюррэй.